# 紅鞭蛇
紅鞭蛇（学名：Platyceps collaris）是游蛇科扁头蛇属下的一种蛇，主要分布於保加利亞、以色列、約旦、黎巴嫩、敘利亞及土耳其。紅鞭蛇普遍棲息於地中海類型的灌木林中，也會出沒於岩石地帶及平原。